# Coleothorpa mucorea
Coleothorpa mucorea är en skalbaggsart som först beskrevs av J. L. Leconte 1858.  Coleothorpa mucorea ingår i släktet Coleothorpa och familjen bladbaggar.

## Underarter
Arten delas in i följande underarter:
- C. m. mucorea
- C. m. schaefferi